# سیما ترانه
سیما ترانه یک خواننده زن اهل افغانستان است. او در افغانستان و تاجیکستان محبوب است. وی در حال حاضر در کانادا اقامت دارد و از آنجا فعالیت موسیقی خود را ادامه می‌دهد.